# Milano-Sanremo 1936
La Milano-Sanremo 1936, ventinovesima edizione della corsa, si svolse il 22 marzo 1936 su un percorso di 281,5 km con partenza da Milano e arrivo a Sanremo. Fu vinta dall'italiano Angelo Varetto, giunto al traguardo con il tempo di 7h43'00" alla media di 36,479 km/h davanti ai connazionali Carlo Romanatti e Olimpio Bizzi; conclusero la prova 60 dei 143 ciclisti al via.

## Percorso
Dopo il foglio firma a Milano in Piazza Mercanti, la corsa prese il via dal quartiere di Conca Fallata e si avviò lungo il consueto percorso verso il mare. Si transitò da Rozzano, Pavia (km 28,8), Casteggio (km 49,8), Voghera, Novi Ligure (km 94,1), Basaluzzo, Ovada (km 117,9), Masone e si superò il Passo del Turchino. Dopo la discesa si transitò tra le altre da Voltri (km 154,9), Arenzano, Cogoleto (km 166,5), i Piani d'Invrea, Savona (km 184,7), Vado Ligure, Noli (km 200), Albenga (km 228,6), Alassio, Capo Berta e Imperia (km 260,1), per giungere infine a Sanremo dopo 281,5 km di gara.

## Resoconto degli eventi
La Milano-Sanremo 1936, forte di un gruppo di 143 ciclisti partenti, prese il via alle ore 7:40 di una giornata fredda e con cielo coperto. Subito iniziarono scatti e controscatti per andare in avanscoperta: presto si formò una fuga di tre atleti, Augusto Introzzi, Renato Scorticati e Aurelio Dolfi, inseguiti e raggiunti da altri otto, Attilio Masarati, Carlo Romanatti, Adalino Mealli, Angelo Varetto, il tedesco Karl Altenburger, Giovanni Valetti, Enrico Mollo, Giotto Cinelli, a formare la fuga a undici che deciderà la corsa. A Casteggio il vantaggio dei fuggitivi, che lavorarono di comune accordo, era salito a 3'50", a Voghera a 7'10", a Novi Ligure a ben 10 minuti (da registrare in gruppo le cadute di Pietro Guelfi, ricoverato per una ferita alla testa, e di Alfredo Binda, che rimediò una frattura alla gamba destra ponendo di fatto fine alla sua carriera di "Campionissimo"). Sulle ultime rampe verso il Passo del Turchino Mollo allungò per scollinare con 50 metri su Mealli, Introzzi, Varetto e gli altri; il gruppo transitò a 11'20", preceduto di mezzo minuto dai due contrattaccanti Elio Maldini e Mario Vicini (allo scoperto già da dopo Casteggio).
Conclusa la discesa (e iniziata la pioggia), a Cogoleto rimasero davanti in sei, Varetto, Mollo, Introzzi, Cinelli, Mealli e Romanatti, inseguiti a 15" da Scorticati; più attardati a 3'20" Masarati, a 3'50" Altenburger e a 5'30" Dolfi, mentre il primo gruppo inseguitore, con tra gli altri Gino Bartali, Francesco Camusso, Giuseppe Olmo e Learco Guerra, transitò a 10 minuti. Proprio gli "assi" del primo gruppo inseguitore dovettero tutti scontare forature e cadute, non riuscendo a dare consistenza alla rincorsa. A Savona e Noli transitarono per primi in quattro (Scorticati, Romanatti, Mealli e Varetto); a inseguire Introzzi e Masarati con 2'30" di ritardo, e quindi a 7 minuti Olmo, Giovanni Gotti, Cinelli, Mario Cipriani, Adriano Vignoli e Olimpio Bizzi. Rientrati Introzzi e Masarati sulla testa della corsa, in sei passarono ad Albenga con 4'30" sul gruppo di sei guidato da Olmo.
Più avanti nel primo gruppo persero contatto Scorticati (caduto) e Mealli, e quindi anche Masarati e Introzzi: a Capo Berta, sempre sotto la pioggia, Varetto e Romanatti transitarono con 35" su Introzzi, 1'40" su Mealli, 2'30" su Bizzi, Cipriani e Vignoli, 2'40" su Olmo e Gotti. Furono proprio Varetto e Romanatti a giocarsi la vittoria, con Varetto, più veloce, che in volata staccò di cinque lunghezze l'avversario; terzo posto per Bizzi, con un ritardo 4'40", in volata su Gotti, Vignoli, Olmo, Introzzi, Mealli e Cipriani.

## Ordine d'arrivo (Top 10)
| Pos. | Corridore        | Squadra | Tempo    |
| ---- | ---------------- | ------- | -------- |
| 1    | Angelo Varetto   | Gloria  | 7h43'00" |
| 2    | Carlo Romanatti  | Bianchi | s.t.     |
| 3    | Olimpio Bizzi    | Frejus  | a 4'40"  |
| 4    | Giovanni Gotti   | Legnano | s.t.     |
| 5    | Adriano Vignoli  | Legnano | s.t.     |
| 6    | Giuseppe Olmo    | Bianchi | s.t.     |
| 7    | Augusto Introzzi | Gloria  | s.t.     |
| 8    | Adalino Mealli   | Legnano | s.t.     |
| 9    | Mario Cipriani   | Frejus  | s.t.     |
| 10   | Giotto Cinelli   | Maino   | a 5'00"  |